# Мэгон, Уильям
Уильям Мэгон (англ. William Mahon; предположительно, около 1751, Оксфорд ― 3 мая 1816, Солсбери) ― британский кларнетист, гобоист, скрипач и альтист. Брат Джона Мэгона.
Учился игре на кларнете вместе с братом, также вместе с ним играл в «Оркестре оксфордских добровольцев». Впервые выступил в 1774 году как гобоист. После переезда в Лондон в 1777 году выступал как солист на крупнейших концертных площадках столицы и других городов Великобритании. В течение многих лет Мэгон был солистом Лондонского филармонического общества. На фестивале в честь столетия Георга Фридриха Генделя играл на альте, был также известен как скрипач и в течение тридцати лет возглавлял оркестр в Сэлисбери.